# Hot Spell
Hot Spell (bra: Quando Vem a Tormenta) é um filme estadunidense de 1958 do gênero Drama, dirigido por Daniel Mann, e produzido pela Paramount Pictures.

## Elenco
- Shirley Booth...Alma Duval
- Anthony Quinn...John Henry Duval
- Shirley MacLaine...Virginia Duval
- Earl Holliman...John Henry Duval Jr.
- Eileen Heckart...irmã de Alma

## Sinopse
Em Nova Orleans, quando Alma prepara sua festa perfeita de aniversário, as crises do seu casamento vêm à tona.